# Битва за Москву (1941—1942)
Битва за Москву (рос. Битва за Москву, нім. Schlacht um Moskau) — одна з наймасштабніших битв Другої світової війни за участю радянських та німецьких військ на московському напрямку. Битву можна поділити на дві частини — оборонна (30 вересня — 4 грудня 1941) та наступальна (5 грудня 1941 — 7 січня 1942).
На оборонному етапі битви були проведені: Брянська, Вяземська, Можайсько-Малоярославецька, Калінінська, Тульська, Клинсько-Сонячногірська і Наро-Фоминська фронтові операції.
Адольф Гітлер та керівництво Третього Рейху вважали битву за Москву, столицю СРСР та найбільше радянське місто, основною метою плану «Барбаросса». В німецькій військовій історії битва також відома як операція «Тайфун».

## Німецькі плани

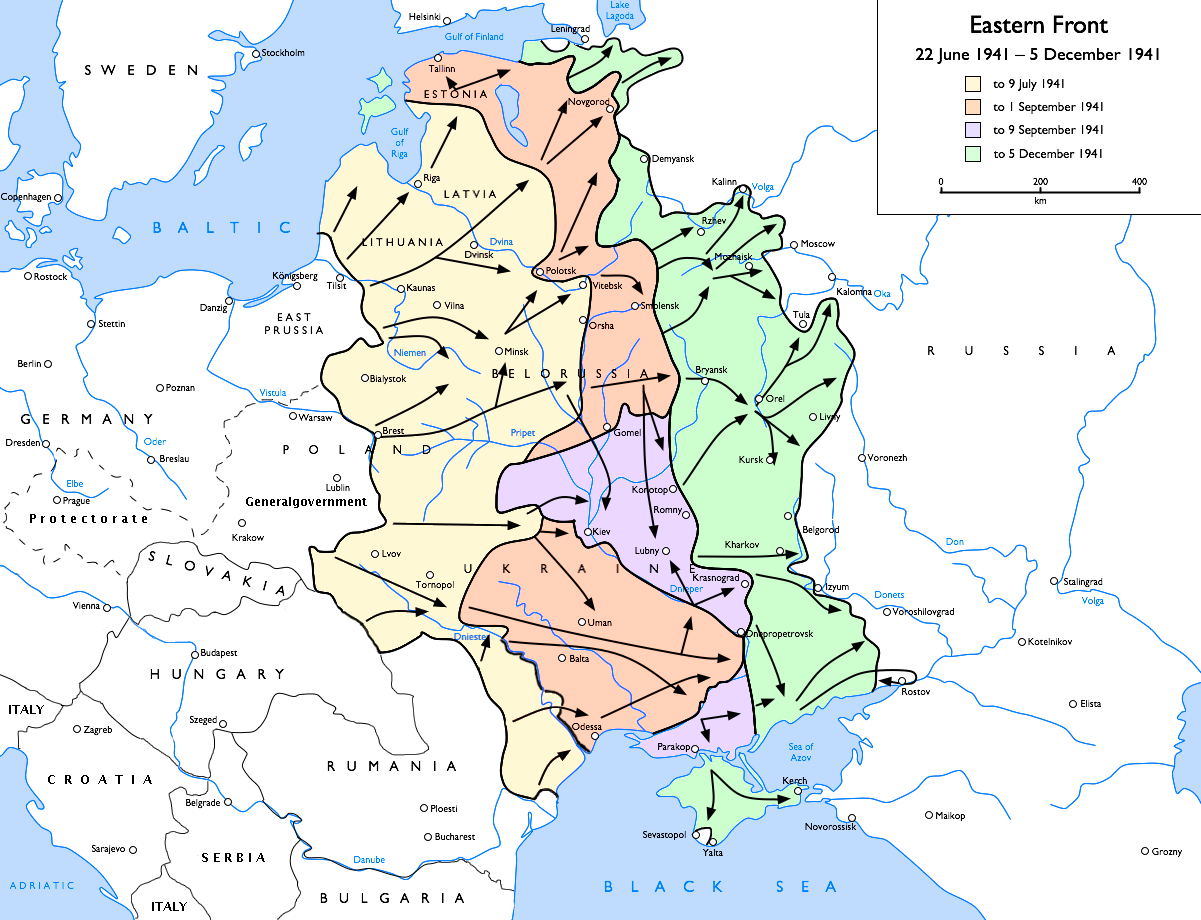
Східний фронт під час Московської битви

Після провалу задуму взяти Москву одразу після Смоленська, німецьке командування не відступилося від плану оволодіти радянською столицею, але до плану «Барбаросса» було внесено значні зміни. Битва за Смоленськ, блокада Ленінграда, битва за Київ суттєво відтягнули час битви за Москву.
6 вересня керівництво Третього Рейху схвалило план «Тайфун». 16 вересня група армій «Центр» отримала наказ наступати на Москву. 30 вересня — початок операції.

## Сили сторін

### СРСР
- Брянський фронт
- Резервний фронт
- Західний фронт

ВПС Червоної Армії становили 1375 літаків.

### Німеччина
- Група армій «Центр»
- ВПС Німеччини складалися з 1320 літаків.

## Стратегія маскування Москви
Вперше наліт німецьких літаків на епіцентр більшовизму було здійснено рівно через місяць після початку німецько-більшовицької війни — 22 липня 1941 року. Але керівництво на той час встигло підготуватися — Москву оточили потужними силами протиповітряної оборони. Паралельно було вирішено «заховати» місто.
Для цього група радянських архітекторів на чолі з Борисом Іофаном підготувала проєкт маскування Кремля. Проектів було два — площинний і об'ємний. Вирішено було використовувати обидва, щоб зробити місто максимально невпізнанним з великих висот, на яких пересувалися бомбардувальники. І вигляд з повітря радикально змінився: там, де повинні бути житлові квартали, з'явилися невідомі «парки», заводи перемістилися на нові місця, а Кремль зовсім зник. Робилося це за допомогою перефарбування дахів і фасадів будівель, будівництва «будинків-привидів».
Ансамбль Кремля виділявся на тлі міста, тому що це досить великий об'єкт, оточений фортечними мурами і річкою, із зеленими дахами і позолоченими куполами. Тому Кремль треба було «прибирати» з міста. Для цього з храмів зняли хрести, куполи пофарбували в нейтральні кольори, погасили кремлівські зірки на вежах, перефарбували дахи будівель. На кремлівських мурах намалювали вікна і двері, а зубці покрили фанерою, імітуючи дахи будинків. Мавзолей накрили фанерним макетом, і він став нагадувати непоказний міський будинок. Це була так звана площинна імітація. Об'ємна ж імітація мала на увазі зведення тимчасових будівель — адже вони більше схожі на справжні і до того ж відкидали тінь. Тому в місті будувалися неправдиві міські квартали різних кольорів. В Олександрівському саду, на Червоній площі, на території Тайницького саду з'явилися макети міських будівель. Силуети багатьох споруд змінювали маскувальними сітками. Всюди простяглися неіснуючі «дороги», прямо на справжніх намалювали «дахи будинків», а на Москві-річці з'явився помилковий міст.
Таким чином, льотчики люфтваффе були збиті з пантелику.

## Хід битви
Німецький наступ на столицю СРСР почався 30 вересня 1941 силами 2-ї танкової групи; 2 жовтня на московському напрямку перейшли в наступ і головні сили групи армій «Центр». Створивши значну перевагу на вузьких ділянках, німецькі війська прорвали фронт радянської оборони і через два дні вийшли у район Вязьми (за 210 кілометрів від Москви), взявши у котел 37 радянських дивізій і 9 танкових бригад. До 12 жовтня у полон потрапило більше 600 тисяч радянських солдатів і лише 85 тисячам вдалось вийти з оточення. Уже 13 жовтня була втрачена Калуга, 14-го Калінін, а 18-го німецькі війська вийшли на рубіж 110 кілометрів від Москви в районі Можайська. Незважаючи на опір радянських військ, до кінця жовтня 1941 року активні бої вже йшли за 80 кілометрів від столиці СРСР.
15 жовтня Державний Комітет оборони СРСР ухвалив рішення про евакуацію Москви. Наступного дня в Самару (тоді Куйбишев) почалась евакуація Генерального штабу, воєнних академій, наркоматів, іноземних посольств. Внаслідок цього у Москві почалась паніка — десятки тисяч людей намагались виїхати з міста; 20 жовтня Державний комітет оборони оголосив у Москві стан облоги.
29 жовтня німецькі війська підійшли до Тули, яку вдалося взяти лише 5 грудня. Проте наступ на Москву продовжився 15-16 листопада з північного заходу і 18 листопада в обхід Тули. 2 грудня німці вийшли на безпосередні підступи до столиці СРСР. Проте контрудари радянських військ зупинили наступ супротивника і 3-5 грудня було завдано німцям декількох потужних контрударів. Наступного дня війська Калінінського і Західного фронтів перейшли в контрнаступ. На цей момент радянські війська під Москвою нараховували більше мільйона солдатів і офіцерів. Вермахт відступав від столиці СРСР. А в Північній Африці ще 18 листопада 1941 англійці перейшли в наступ, зняли облогу з Тобруку і на початок грудня досягли великих успіхів. У той же час авіація Великої Британії посилювала бомбардування цілей, як на території Німеччини, так і на територіях окупованих Німеччиною. Все це доповнювало сумні для Німеччини наслідки поразки під Москвою, що мала стратегічне значення.
І в такій несприятливій ситуації Гітлер за власною ініціативою, оголосив війну ще одному могутньому противнику — Сполученим Штатам Америки. Він чекав, що Японія відповість люб'язністю і оголосить війну Радянському Союзу, який вже давно знімав сили з Далекого Сходу і перекидав їх під Москву. Але цього так і не сталося. Вступ у війну США лише підкреслив, що реальних перспектив виграти війну у Німеччини немає. До кінця грудня безпосередню загрозу Москві було ліквідовано, перехоплено ініціативу ведення бойових дій і створено умови для переходу до загального наступу.
Наступ розпочався 8 січня 1942 року з Ржевсько-Вяземської операції, яка тривала до 31 березня — радянські війська відкинули супротивника у західному напрямі на 80—250 кілометрів, було звільнено Московську, Тульську, частину Смоленської і Калінінської областей. До кінця березня група армій «Центр» втратила більше 330 тисяч чоловік. За офіційними даними радянські війська в ході операції втратили убитими 272 320 чоловік.
Всього в ході битви за Москву 926 519 загинуло і зникло безвісти радянських військових, 879 879 чоловік було поранено або обморожено; з німецького боку убитими, пораненими і пропалими безвісти було втрачено 581 900 чоловік.

## Відео
- Кінохроніка [Архівовано 23 січня 2011 у Wayback Machine.]